# Machnowszczyzna
Machnowszczyzna (ukr. i ros. Махновщина, Machnowszczina) – parapaństwo istniejące w latach 1918–1921 w okresie wojny domowej w Rosji, kontrolowane przez Rewolucyjną Powstańczą Armię Ukrainy (RPAU). Znajdowało się między Dnieprem a Morzem Azowskim, na terenach guberni jekaterynosławskiej, części chersońskiej i taurydzkiej. Jego głównym ośrodkiem było Hulajpołe.
Machnowszczyzna powstała wraz z zajęciem Hulajpoła przez wojska RPAU 27 listopada 1918. W mieście, które stało się faktyczną stolicą terytorium, utworzono sztab powstańczy. Rosyjskie siły ruchu Białych pod dowództwem Antona Denikina zajęły część regionu i utworzyły Rząd Południoworosyjski w marcu 1920, w wyniku czego faktyczna stolica została chwilowo przeniesiona do Katerynosławia (dzisiejszy Dniepr). Pod koniec marca 1920 siły Denikina wycofały się z tego obszaru, wyparte przez Armię Czerwoną we współpracy z siłami Machno, których jednostki prowadziły partyzantkę za liniami sił rosyjskich. Machnowszczyzna została rozwiązana 28 sierpnia 1921, kiedy ciężko ranny Machno i 77 jego ludzi uciekło przez Rumunię, po tym jak siły bolszewickie dokonały egzekucji kilku ważnych urzędników. Resztki Armii Powstańczej walczyły do końca 1922.
Ponieważ Machnowszczyzna samoorganizowała się na zasadach anarchistycznych, odniesienia do „kontroli” i „rządu” są wysoce kontrowersyjne. Na przykład machnowcy, często wymieniani jako forma rządów (z Nestorem Machno jako ich wodzem, tzw. „Ojciec”(ukr. «Батько»), odgrywali rolę czysto wojskową, a sam Machno działał niewiele więcej niż tylko strateg wojskowy i doradca.
Szacuje się, że liczba ludności na obszarze Machnowszczyzny wynosiła ok. 7 milionów.

## Władze
Machnowszczyzna była społecznością bezpaństwową i egalitarną. Robotnicy oraz chłopi byli zorganizowani w anarchistyczne kolektywy rządzone przez proces demokracji uczestniczącej, a także byli połączeni przez federację.
Kiedy Armia Powstańcza wkraczała do jakiejś miejscowości, jedną z pierwszych czynności było zamieszczanie na murach obwieszczeń, w których informowała o swoich motywacjach, a także odżegnywała się od jakiejkolwiek władzy:

Do wszystkich robotników miasta i okolic!
Robotnicy, wasze miasto jest obecnie zajęte przez Rewolucyjną Armię Powstańczą (Machnowską). Armia ta nie służy żadnej partii politycznej, żadnej władzy, żadnej dyktaturze. Przeciwnie, dąży ona do uwolnienia regionu od wszelkiej władzy politycznej, od wszelkiej dyktatury. Stara się chronić wolność działania, wolne życie robotników, przed wszelkim wyzyskiem i panowaniem.
Armia machnowców nie reprezentuje więc żadnej władzy. Nikogo nie podda żadnemu przymusowi. Jej rola ogranicza się do obrony wolności robotników. Wolność chłopów i robotników należy do nich samych i nie dotkną jej żadne restrykcje.
Sprawą samych robotników i chłopów jest działać, organizować się, porozumiewać wzajemnie we wszystkich dziedzinach życia, tak bardzo jak tego chcą i w sposób, jaki uważają za słuszny.
Muszą więc wiedzieć, że armia machnowców nie będzie narzucać im niczego, nie będzie niczego dyktować, niczego rozkazywać. Machnowcy mogą jedynie pomagać im, służyć radą, dać do dyspozycji intelektualne, wojskowe i inne środki, jakich potrzebują. Nie mogą jednak i nigdy nie będą rządzić nimi, ani nakazywać im niczego.

Według Wolina: „niemal zawsze te obwieszczenia kończyły się zaproszeniem ludności pracującej miasta i okolic do wzięcia udziału w wielkim zgromadzeniu, na którym towarzysze machnowcy wykładali swoje poglądy bardziej szczegółowo i dawali w razie potrzeby praktyczne rady w sprawie rozpoczęcia organizowania życia regionu na podstawie wolności i równości ekonomicznej, bez władzy i bez wyzysku człowieka przez człowieka”.
Aby rozwiązać kwestie dotyczące całego terytorium, zwoływano regionalne zjazdy chłopów, robotników i rebeliantów. W okresie wolnego istnienia Machnowszczyzna odbyły się trzy takie zjazdy.
Na pierwszym kongresie okręgowym, który miał miejsce 23 stycznia 1919 we wsi Michajłowka, główną uwagę uczestników zwrócono na zagrożenie siłami Symona Petlury, a także Antona Denikina. Aby walczyć z petliuryzmem, kongres zdecydował się na podjęcie działań propagandowych na terenach kontrolowanych przez Dyrektoriatem w celu wyjaśnienia ludności istoty prowadzonej przez niego polityki, wezwania do nieposłuszeństwa i bojkotu zapowiadanej mobilizacji oraz kontynuacji powstania w celu obalenia władzy.
12 lutego we wsi zebrał się drugi okręgowy zjazd chłopów, robotników i powstańców, w którym uczestniczyło 245 delegatów z 350 wołosti i oddziałów partyzanckich. Na zjeździe obszernie omówiono kwestię zagrażającego terytorium wojsk Antona Denikina. Zdecydowano się natychmiast podjąć działania w celu wzmocnienia samoobrony. Według Petra Arszynowa, Rewolucyjna Powstańcza Armia Ukrainy, miała w swoich szeregach około 20 tysięcy ochotników, z których wielu było jednak „wyjątkowo przepracowanych i wystrzępionych”, uczestnicząc w ciągłych bitwach trwających od pięciu do sześciu miesięcy. W związku z tym podjęto decyzję o zorganizowaniu dobrowolnej mobilizacji. Pomimo dużej liczby ludzi, którzy chcieli dołączyć do wojsk Machny, w okolicy nie było wystarczającej ilości broni, aby na czas utworzyć nowe jednostki rebeliantów.
Kongres przyjął uchwałę wyrażającą anarchistyczny negatywny stosunek do całej władzy państwowej, w tym sowieckiej:

Sowiecki rząd Rosji i Ukrainy poprzez swoje rozkazy i zarządzenia stara się za wszelką cenę zabrać wolność i niezależność lokalnych rad pracowników i delegatów chłopskich. Niewybieralne komitety, powołane przez rząd, nadzorują każdy krok lokalnych rad i bezlitośnie rozprawiają się z towarzyszami z rad chłopskich i robotniczych, którzy bronią swojej wolności ludu przed przedstawicielami rządu centralnego. Rząd Rosji i Ukrainy, który nazywa się rządem robotników i chłopów, ślepo podąża za partią bolszewickich komunistów, którzy w wąskim interesie swojej partii prowadzą nikczemne i nie dające się pogodzić prześladowania innych organizacji rewolucyjnych. Skrywając się za hasłem „dyktatury proletariatu”, bolszewiccy komuniści ogłosili monopol na rewolucję dla swojej partii, uważając wszystkich dysydentów za kontrrewolucjonistów... Wzywamy naszych towarzyszy robotniczych i chłopskich, aby nie powierzali wyzwolenia robotników do jakiejkolwiek partii lub władzy centralnej: wyzwolenie robotników jest dziełem samych ludzi pracy...

Za ogólne kierowanie walką z Petrulą oraz Denikinem, realizację decyzji kongresowych, a także organizację pracy komunikacyjnej i propagandowej z ludnością, na drugim kongresie zaczęła być odpowiedzialna Regionalna Wojskowa Rada Rewolucyjna (RWRR) składająca się z chłopów, robotników i buntowników. W jej skład wchodziło 32 przedstawicieli wołosti z Jekaterynosławia i prowincji taurydzkiej, a także przedstawiciele jednostek rebeliantów. RWRR zajmowała się wszystkimi sprawami o charakterze społeczno-politycznym i wojskowym, jak również stanowiła najwyższy organ wykonawczy ruchu machnowszczyzny.
Głównymi kwestiami poruszanymi przez Wojskową Radę Rewolucyjną były sprawy wojskowe, żywnościowe i samorząd lokalny. Rozwiązanie kwestii zaopatrzenia w żywność całej ludności regionu zostało przełożone na zakazany przez władze radzieckie IV kongres okręgowy zaplanowany na 15 czerwca 1919. Miejscowe chłopstwo przejęło utrzymanie Armii Powstańczej. W Hulajpolu centralny dział zaopatrzenia armii organizował dostawy żywności i amunicji na linię frontu.
W dniu 19 kwietnia, w siedzibie machnowszczyzny, łamiąc zakaz Armii Czerwonej, jest zwołana Trzeci Kongres Regionalny w Hulajpolu, który był udziałem przedstawicieli 72 wołosti, w tym Aleksandrowska, Mariupola, Berdiańska, Pawłohradu, dystryktów Jekaterynosławia i prowincji taurydzkiej, a także delegatów z jednostek wojskowych machnowców. Kongres ogłosił platformę anarchistyczną, żądając „natychmiastowego usunięcia wszystkich osób powołanych na stanowiska wojskowe i cywilne, rozpoczęcia wolnych i uczciwych wyborów na te stanowiska, uspołecznienia ziemi i fabryk, zastąpienia polityki rekwizycji żywności z właściwym systemem wymiany między miastem a wsią, pełną wolnością słowa, prasy i zgromadzeń dla wszystkich lewicowych ruchów politycznych, nietykalnością robotników lewicowych organizacji rewolucyjnych i ogólnie ludu pracującego... Kategorycznie nie uznajemy dyktatury jakakolwiek partii”.
Tzw. „Wolne Rady Robotnicze Chłopów i Robotników”, spełniając wolę miejscowych robotników i ich organizacji, utworzyły między sobą niezbędne powiązania, tworząc najwyższe organy samorządu publicznego, społecznego i gospodarczego ruchu machnowszczyzny. Organizacja takich rad nigdy nie była prowadzona w związku z sytuacją militarną. Ogólne zasady Wolnej Rady Chłopów i Robotników zostały po raz pierwszy wydrukowane w 1920.

## Organizacja
Ciągłe walki zbrojne uniemożliwiało wszelką stabilizację dla ludności terenów kontrolowanych przez Rewolucyjną Powstańczą Armię Ukrainy, uniemożliwiało to również nieuchronnie obszerniejszą pozytywną i konstruktywną działalność. Jednakże tam, gdzie było to możliwe, ruch machnowski starał się dokonywać reform gospodarczych, kulturalnych oraz edukacyjnych.

### Rolnictwo
Machnowszczyzna składała się z wielu anarchokomunistycznych komun będących pod opieką Rewolucyjnej Powstańczej Armii Ukrainy, na czele której stał Nestor Machno. Na kontrolowanym terenie starano się wprowadzać w życie idee „wolnych komun”, według koncepcji Piotra Kropotkina. Komuny robotnicze zakładano w majątkach, a pracę w nich wykonywali bezrolni chłopi. W jednej z nich, dwa razy w tygodniu nieodpłatnie pracował sam Nestor Machno. Pomimo jednak tego typu rozwiązań, na Machnowszczyzna tolerowano własność prywatną w postaci własności ziemi chłopów. Mogła ona istnieć pod warunkiem zapłacenia kontrybucji. Z tego względu, komuniści rosyjscy określali Machnowszczyznę jako kontrrewolucyjny „ruch anarchistyczno-kułacki”.
Chłopi mieszkający na terenie Machnowszczyzny zaczęli samoorganizować się w gminy rolnicze. Pierwsza, zwana „Różą Luksemburg”, odniosła duży sukces. W tych gminach ziemia była wspólna, jak również kuchnie oraz jadalnie, chociaż pozwolono na to członkom, którzy chcieli gotować oddzielnie lub brać jedzenie z kuchni i spożywać je we własnych kwaterach. Chociaż niewielu chłopów faktycznie uważało się za anarchistów, to prowadzili gminy na zasadzie pełnej równości (według maksymy „od każdego według jego zdolności, każdemu według jego potrzeb”) i przyjęli zasadę pomocy wzajemnej Kropotkina jako podstawową zasadę.

### Przemysł
Kolejarze w Aleksandrowsku pierwsze kroki w organizowaniu samozarządzającej gospodarki podjęli w 1919. Utworzyli komisję, której zadaniem było uporządkowanie sieci kolejowej regionu, ustalenie szczegółowego planu ruchu pociągów, przewozu pasażerów itp. Sowiety wkrótce powstały w celu koordynowania fabryk i innych przedsiębiorstw na Ukrainie.

### Sztuka i rozrywka
Machnowcy przywiązywali dużą wagę do teatru, a żołnierze Armii Powstańczej często ćwiczyli przedstawienia, dla rozrywki i podtrzymywania morale. W Hulajpolu wielu pracowników i studentów zaczęło wówczas pisać i występować w sztukach.

### Waluta
Gospodarka Machnowszczyzny była mieszanką anarcho-komunizmu i socjalizmu rynkowego, z fabrykami, gospodarstwami rolnymi i kolejami, które stały się spółdzielniami i powstawały liczne społeczności nie korzystające z pieniędzy. Większość terytoriów jednak nadal ich używała, choć planowano po rosyjskiej wojnie domowej przekształcenie Machnowszczyzna w obszar działający w pełni na zasadach anarchokomunizmu. W 1920 Rewolucyjna Armia Powstańcza ogłosiła, że wszystkie rodzaje pieniędzy muszą być akceptowane na terytoriach, grożąc „rewolucyjną karą” dla tych, którzy tego nie przestrzegali. Część banknotów została nadrukowana przez armię - nazywa się je rublami machnowskimi.

### Edukacja
W wyniku wojny szkoły zostały porzucone, a nauczyciele nie otrzymywali wynagrodzenia, co oznaczało, że edukacja w regionie nie istniała od miesięcy. Wraz z utworzeniem rad i sejmików w regionie rozpoczęła się odbudowa szkolnictwa. Zainspirowane wolnymi szkołami Francisco Ferrera, sowieci założyli jedne z pierwszych świeckich i demokratycznych placówek edukacyjnych na Ukrainie. Zorganizowano kursy dla dorosłych niepiśmiennych i półpiśmiennych, aby pomóc im czytać, a także bezpłatne kursy z historii, socjologii i teorii politycznej. Wszystkie te wysiłki przyczyniły się do wzrostu umiejętności czytania i pisania w regionie.

### Wolność słowa
W Machnowszczyźnie zostały zniesione wszelkie ograniczenia dotyczące prasy, przemówień, zgromadzeń i organizacji politycznych. Powstało sześć nowych gazet, wśród nich prawicowo-eserowska „Narodowłastije” (pol. „Władza Ludowa”), lewicowo-eserowska „Znamia Wostanija” (pol. „Sztandar buntu”) i bolszewicka „Zwezda” (pol. „Gwiazda”).

## Flagi i sztandary

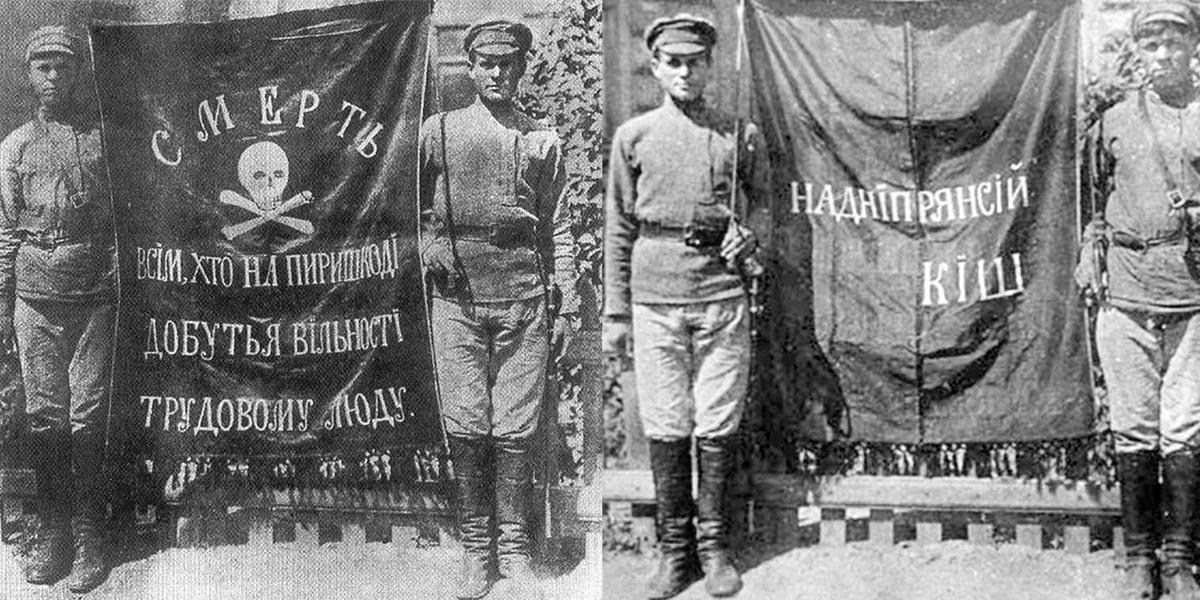
Zdjęcia błędnie przypisane machnowcom

Machnowcy używali wielu odmian czarnych i czerwonych flag podczas rosyjskiej wojny domowej. Widniały na nich hasła anarchistyczne i socjalistyczne lub nazwa jednostki używającej flagi. Ukraiński anarchista Wiktor Belasz w swoich wspomnieniach przywołuje niektóre z haseł, jak: „Władza rodzi pasożyty, niech żyje Anarchia!” i „Cała władza w ręce rad!” były używane w kwaterze sowieckiej i Armii Powstańczej okręgu Hulajpole. Zdjęcie przedstawiające dwóch mężczyzn trzymających sztandar z totenkopfem oraz motto „Śmierć wszystkim, którzy stoją na drodze zdobyciu wolności przez lud pracujący!” jest często przypisywany machnowcom. Stało się to po raz pierwszy w radzieckiej książce Pogromy żydowskie 1917-1921 autorstwa Z. S. Ostrowskiego. Zaprzeczył temu jednak Nestor Machno, który powiedział, że zdjęcie „w ogóle nie przedstawia machnowców”. Na odwrocie sztandaru znajdują się słowa, które można przetłumaczyć z grubsza na „Kisz Dniepru”. Słowo Kisz, oznaczające obóz kozacki, było w tym czasie używane przez Ukraińską Republikę Ludową w odniesieniu do batalionów Armii Ukraińskiej Republiki Ludowej.
Wiktor Biłasz, który przybył na początku stycznia 1919 do Hulajpola, wspominał później: „Przy sztabie wisiały ciężkie, czarne sztandary z hasłami: „Pokój chatom, wojna pałacom”; „Z ucieśnionymi przeciwko ciemiężycielom”; „Wyzwolenie robotników, rękami robotników”. Dalej widać było przemieszane czerwone i czarne flagi zawieszone najwyraźniej przy budynkach organizacji obywatelskich. Obok sztabu, przy wejściu do „Okręgowej rady robotniczych, chłopskich i powstańczych przedstawicieli” wisiały dwie flagi – jedna czarna, z napisem „Władza tworzy pasożytów. Wiwat anarchia!”, druga – czerwona ze sloganem „Cała władza w ręce lokalnych rad”.
Po zerwaniu sojuszu z Armią Czerwoną, co nastąpiło w czerwcu 1919, wojska machnowskie ponownie powróciły do anarchistycznej symboliki, a czarny kolor stał się niezmiennym symbolem machnowskiego ruchu powstańczego.